# Смирнов, Вениамин Иванович
Вениамин Иванович Смирнов (08.04.1912 — 02.12.1982) — советский учёный в области радиоэлектронной аппаратуры, доктор технических наук (1965), профессор (1968), лауреат государственных премий.
Родился в с. Михайловское Ярославской губернии.
Окончил Ленинградский политехнический институт (1937).
Инженер завода № 224 (1938—1941).
Участник войны, 840-й бомбардировочный авиаполк, старший лейтенант. В 1942—1946 гг. начальник радиоотдела НИИ самолётного оборудования. Награждён орденами Ленина (25.03.1943), Трудового Красного Знамени (16.09.1945), медалью «За оборону Ленинграда».
В 1946—1957 гг. главный инженер, начальник ОКБ — главный конструктор завода № 283 Министерства авиационной промышленности СССР (Ленинград).
С 1957 по 1967 год главный инженер и заместитель директора НИИ радиоэлектроники (НИИРЭ). Руководил разработкой радиолокационных станций для авиации.
С 1967 по 1981 год заведующий кафедрой микрорадиоэлектроники и технологии радиоаппаратуры Ленинградского электротехнического института им. В. И. Ульянова (Ленина).
Доктор технических наук (1965), профессор (1968).
Сталинская премия 1950 года — за внедрение в серийное производство новой радиоаппаратуры.
Сталинская премия 1953 года
Ленинская премия 1963 года — за разработку ракетоносных систем К-10, К-11, К-16 и К-20, способных поражать точечные подвижные морские и наземные цели, а также радиолокационные станции ПВО и ПРО с больших расстояний.
Заслуженный деятель науки и техники РСФСР (1978).
Сочинения:
- Введение в специальность [Текст] : Конспект лекций. — Ленинград : ЛЭТИ, 1979. — 64 с. : ил.; 20 см.
- Интенсификация производства в радиоэлектронной промышленности [Текст] / В. И. Смирнов. — Ленинград : ЛДНТП, 1976. — 42 с. : ил.; 21 см.
- Теория конструкций контактов в электронной аппаратуре [Текст] / В. И. Смирнов, Ф. Ю. Матта. — Москва : Сов. радио, 1974. — 174 с. : ил.; 20 см. -
- Некоторые вопросы физико-технологической надежности радиоэлектронной аппаратуры [Текст] : Учеб. пособие по основам надежности РЭА / В. И. Смирнов, Б. П. Панушкин, Л. М. Фомич ; М-во высш. и сред. спец. образования РСФСР. Ленингр. электротехн. ин-т им. В. И. Ульянова (Ленина). — Ленинград : [ЛЭТИ], 1974. — 46 с. : граф.; 19 см.
- Создание управляющих микроприборов физико-химическими методами [Текст] : (Прециз. физ.-хим. процессы в производстве микроэлектронной аппаратуры) / Б. Ф. Ормонт, лауреат Гос. премии, проф., д-р хим. наук, В. И. Смирнов, лауреат Ленинской и Гос. премий, проф., д-р техн. наук. — Москва : Знание, 1977. — 63 с. : ил.; 20 см.
- Введение в инженерную микроэлектронику [Текст]. — Ленинград : [б. и.], 1971-. — 21 см. — (Приборы и устройства радиоэлектронной техники и автоматики/ Ленингр. организация о-ва «Знание» РСФСР. Ленингр. дом науч.-техн. пропаганды). Ч. 1: Полупроводниковая микроэлектроника. Ч. 1. — 1971. — 35 с. : черт. Ч. 2: Методы создания контактных соединений в микроэлектронной аппаратуре. Ч. 2. — 1972. — 30 с. : черт. Ч. 3: Конструкции контактных систем в микроэлектронной аппаратуре. Ч. 3. — 1973. — 23 с. : черт.

Дочь — Марина Вениаминовна Смирнова, доктор искусствоведения, профессор.